# Rusel

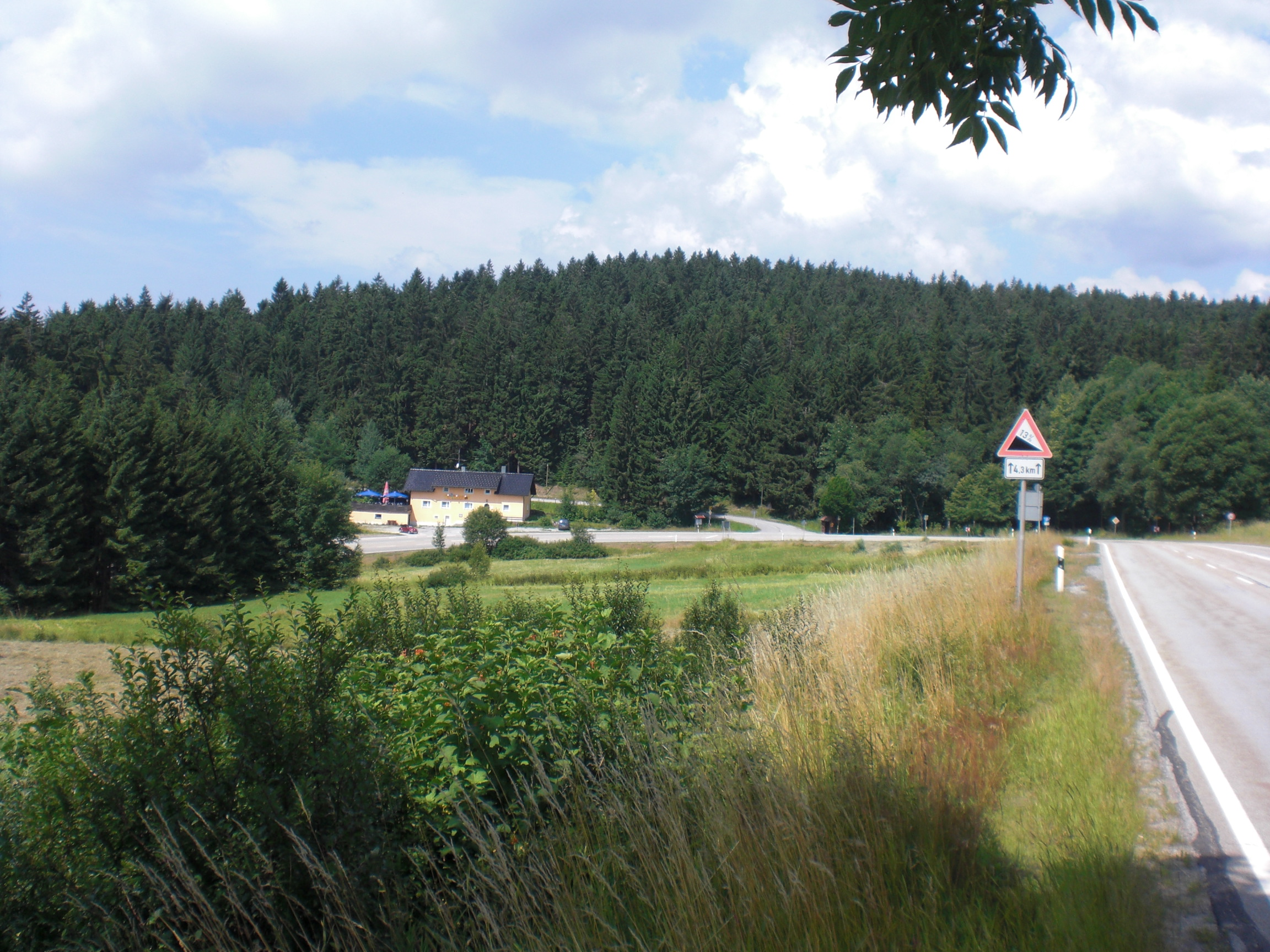
Die Wegmacherkurve

Die Rusel ist ein Ort im vorderen Bayerischen Wald nordöstlich von Deggendorf und ein beliebtes Ausflugsgebiet mit Golfplatz und Restaurant. Dieses sowie zwei Skilifte werden derzeit jedoch nicht betrieben. Die Rusel gehört als gleichnamiger Ortsteil zur Gemeinde Schaufling im niederbayerischen Landkreis Deggendorf.

## Geschichte

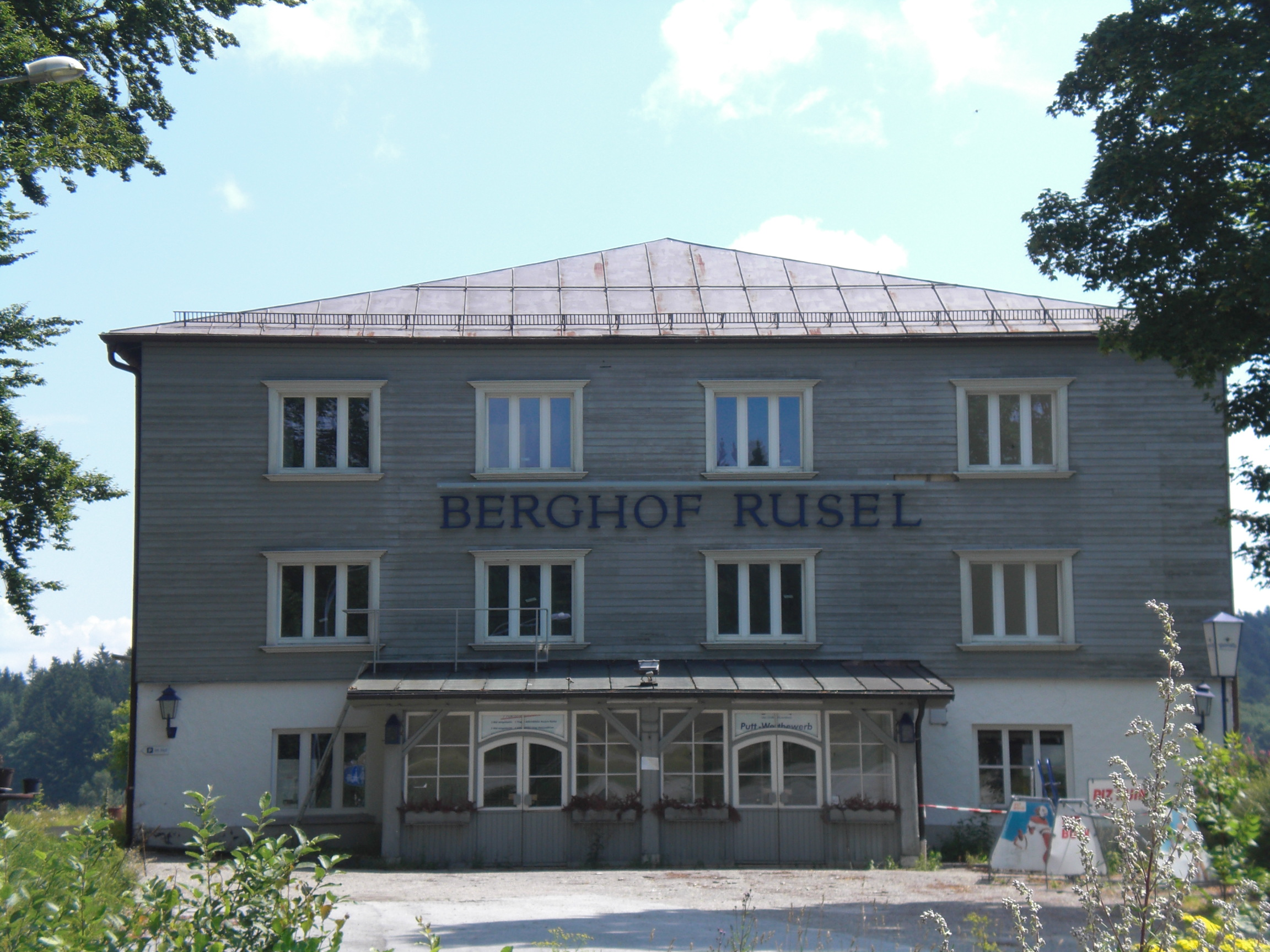
Das Gasthaus / ehemalige Sanatorium auf der Rusel

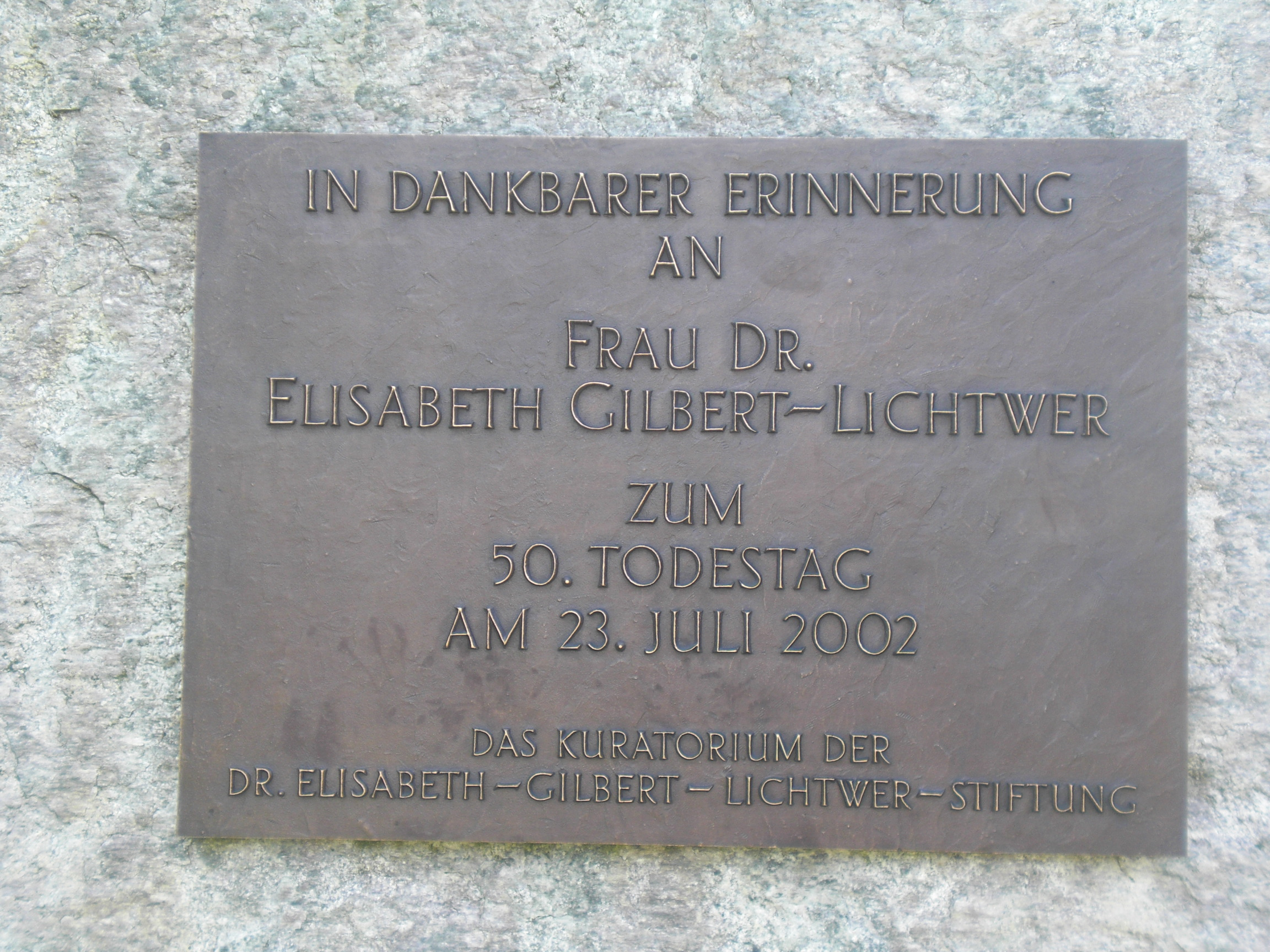
Gedenkplatte zu Ehren von Elisabeth Gilbert-Lichtwers

Im 12. Jahrhundert schenkte der bayerische Herzog Leopold dieses Waldgebiet dem Kloster Niederaltaich als Dank dafür, dass ihm im Kloster bis zu seinem Tode Aufnahme und Pflege gewährt wurde. Die riesigen Waldungen waren aber so lange wertlos, bis Abt Johann Heinrich Luz (1619–1634) Holzschwemmen, sogenannte Rusel, errichten ließ, auf denen das Holz bis zur Ohe hinunter und dann über den Mühlbach bis ins Kloster geschwemmt wurde. Diese Anlage verfiel in der Folgezeit und erst Abt Joscio Hamberger (1700–1739) ließ 1719 ein landwirtschaftliches Gehöft errichten, eine sogenannte Schwaige. 
Im Zuge der Säkularisation kaufte 1804 Leopold Rechenmacher die Rusel vom bayerischen Staat für 9250 Gulden, allerdings unter der Bedingung, dass er dort eine Taverne betreiben könne und die geplante Straße von Deggendorf nach Regen hier vorbeigeführt werde. Die Straße wurde dann tatsächlich einige Jahre später gebaut. Aus fiskalischen Interessen teilte man die übrigen Gründe auf vier Siedlerstellen auf.
Die Rusel entwickelte sich zu einem der bekanntesten Gasthäuser des Bayerischen Waldes, welches nicht nur von den Fuhrleuten geschätzt wurde, die ihre Handelsgüter auf dieser Straße zwischen Böhmen und Bayern beförderten. Die frühere „Straße“, die in einer Kaiserurkunde schon 1029 erwähnt wurde, war nämlich sehr steil und gefährlich. Die neue Ruselstraße wurde auch vom bayerischen König Max II. mit seiner Gemahlin, der Königin Marie, oder von Friedrich Nietzsche (1867) benutzt. Die Rusel war 100 Jahre im Besitz der Familie Rechenmacher, bis ein Brand 1904 alles in Schutt und Asche legte. 
1921 erwarb die Ärztin Elisabeth Gilbert-Lichtwer (1872–1952) das Gelände und ließ einen Neubau für Lungenkranke mit 120 Betten und in der Nähe ein Gasthaus errichten. Aus finanziellen Gründen musste das Sanatorium Rusel jedoch Ende der 1950er-Jahre geschlossen werden. Ab 1976 wurde das Gebäude als Hotel und Gasthaus durch Erbbauberechtigte genutzt. 2008 pachtete Arcobräu das Anwesen für drei Generationen (3 mal 33 Jahre). Von Dezember 2008 bis Juni 2010 wurden die Gebäude übergangsweise als Diskothek und Tanzlokal unter dem Namen Berghouse genutzt.
Die Pachterlöse werden von der Elisabeth-Gilbert-Lichtwer-Stiftung für karitative und soziale Zwecke verwendet. Zum 50. Todestag der Stifterin wurde am 23. Juli 2002 ein Granit-Denkmal beim Aussichtspunkt des Berghofs eingeweiht.

## Persönlichkeiten
- Franz Handlos (1939–2013), Jurist, Verleger, Journalist und Politiker (CSU, REP, FVP, FDP)

## Verkehr
Bis 1979 führte auch die B11 über die Ruselbergstrecke, die dann aber weiter nach Westen verlegt wurde; gleichzeitig wurde die Ruselbergstrecke zur Staatsstraße 2135 abgestuft. Die bekannteste Kurve kurz vor dem Ruselabsatz ist die Wegmacher-Kurve, in der sich immer wieder schwere Unfälle ereignen.

## Rusler Wald
In einer Höhenlage von 700 bis 819 Metern liegt das 23,9 Hektar große Naturwaldreservat Rusler Wald zum Schutz der hier vorkommenden Fichten-Tannen-Buchenwälder auf Blockhalden. Die Rusel ist auch Namensgeber der Ruselkraftwerke in Deggendorf.